# Europese kampioenschappen kunstschaatsen 2002
De Europese Kampioenschappen kunstschaatsen zijn wedstrijden die samen een jaarlijks terugkerend evenement vormen, georganiseerd door de Internationale Schaatsunie (ISU).
De kampioenschappen van 2002 vonden plaats van 14 tot en met 22 januari in Lausanne. Het was de tweede keer, na het EK van 1992, dat de kampioenschappen hier plaatsvonden. Het was voor de negentiende keer dat een EK evenement in Zwitserland plaatsvond. De eerdere toernooien vonden plaats in Davos (10x; 1899, 1904, 1906, 1922, 1924, 1926, 1929 en 1939 (voor de mannen), 1947 en 1959), Sankt Moritz (3x; 1931 (vrouwen en paren), 1935 en 1938 (mannen en vrouwen), Zürich (2x; 1951, 1971) en Genève (2x; 1962, 1976).
Voor de mannen was het de 94e editie, voor de vrouwen en paren was het de 66e editie en voor de ijsdansers de 49e editie.
| Programma | Programma          | Programma          | Programma           | Programma            | Programma          | Programma           | Programma         |
| --------- | ------------------ | ------------------ | ------------------- | -------------------- | ------------------ | ------------------- | ----------------- |
|           | maandag 14 januari | dinsdag 15 januari | woensdag 16 januari | donderdag 17 januari | vrijdag 18 januari | zaterdag 19 januari | zondag 20 januari |
| Paren     | korte kür          |                    | lange kür           |                      |                    |                     | Gala              |
| Mannen    | kwalificatie       | korte kür          |                     | lange kür            |                    |                     | Gala              |
| IJsdansen |                    | verplichte kür     |                     | originele kür        | lange kür          |                     | Gala              |
| Vrouwen   |                    |                    | kwalificatie        |                      | korte kür          | lange kür           | Gala              |

## Deelname
Alle Europese ISU-leden hadden het recht om één startplaats per discipline in te vullen. Extra startplaatsen (met een maximum van drie per discipline) zijn verdiend op basis van eindklasseringen op het EK van 2001
Tweeëndertig landen schreven deelnemers in voor dit toernooi, zij zouden samen 113 startplaatsen invullen. Rusland nam met het maximale aantal van twaalf startplaatsen deel aan dit toernooi.
Voor België nam Kevin Van der Perren voor de derde keer deel in het mannentoernooi en Sara Falotico voor de tweede keer in het vrouwentoernooi. Voor Nederland nam Karen Venhuizen voor de derde keer deel in het vrouwentoernooi.
(Tussen haakjes het totaal aantal startplaatsen over de vier disciplines.)
| Rusland (12) Frankrijk (10) Duitsland (7) Oekraïne (7) Italië (6) Estland (5) Slowakije (5) | Finland (4) Israël (4) Polen (4) Tsjechië (4) Zwitserland (4) Armenië (3) Bulgarije (3) | Hongarije (3) Litouwen (3) Verenigd Koninkrijk (3) Azerbeidzjan (2) België (2) Georgië (2) | Griekenland (2) Joegoslavië (2) Oostenrijk (2) Roemenië (2) Slovenië (2) Spanje (2) | Turkije (2) Zweden (2) Kroatië (1) Letland (1) Nederland (1) Wit-Rusland (1) |

## Medaille verdeling
Bij de mannen behaalde de Rus Aleksej Jagoedin na 1998 en 1999 zijn derde Europese titel, het was zijn vijfde medaille, in 2000 en 2001 werd hij tweede. Zijn landgenoot Alexander Abt op plaats twee behaalde zijn tweede medaille, in 1998 werd hij derde. De debuterende Fransman Brian Joubert eindigde op plaats drie.
Bij de vrouwen stonden voor het vierde opeenvolgende jaar drie medaillewinnaars uit Rusland op het erepodium, het was voor de zesde keer dat de drie medaillewinnaars uit één land afkomstig waren, in 1939 (Verenigd Koninkrijk) en 1957 (Oostenrijk) gebeurde dit ook. Het was voor het derde opeenvolgende jaar dat hetzelfde trio op het erepodium plaatsnam. Maria Butyrskaya behaalde na 1998 en 1999 haar derde Europese titel, het was haar zesde medaille, in 1996 werd ze derde, in 2000 en 2001 tweede. Irina Sloetskaja op plaats twee behaalde ook haar zesde medaille, in 1996, 1997 en 2000, 2001 werd ze Europees kampioen, in 1998 tweede. Viktoria Voltsjkova behaalde voor het vierde opeenvolgende jaar de derde plaats, het was ook haar vierde medaille.
Bij de paren werd het Russische paar Tatiana Totmianina / Maxim Marinin het 29e paar dat de Europese titel behaalde en het zevende paar uit Rusland na het uiteenvallen van de Sovjet-Unie. Het was hun tweede medaille, in 2001 werden ze tweede. Het Franse paar Sarah Abitbol / Stephane Bernadis op plaats twee behaalde hun zesde medaille, in 1996 en van 1998- 2001 werden ze derde. Het Russische paar Maria Petrova / Aleksej Tichonov op plaats drie behaalde hun derde medaille, in 1999 en 2000 werden ze Europees kampioen.
Bij het ijsdansen stonden dezelfde drie paren als in 2001 op het erepodium. De plaatsen één en twee wisselden ten opzichte van 2001. Het Franse paar Marina Anissina / Gwendal Peizerat, behaalden na 2000 hun tweede Europese titel, het was hun vijfde medaille, in 1998 werden ze derde en in 1999 en 2001 tweede. De Europees kampioenen van 2001, het Italiaanse paar Barbara Fusar-Poli / Maurizio Margaglio op plaats twee, behaalden hun derde medaille, in 2000 werden ze ook tweede. Het Russische paar op plaats drie, Irina Lobacheva / Ilia Averbukh, behaalde hun derde medaille, in 1999 en 2001 werden ze ook derde.
| Discipline | Goud                                | Zilver                                  | Brons                            |
| ---------- | ----------------------------------- | --------------------------------------- | -------------------------------- |
| Mannen     | Aleksej Jagoedin                    | Alexander Abt                           | Brian Joubert                    |
| Vrouwen    | Maria Boetyrskaja                   | Irina Sloetskaja                        | Viktoria Voltsjkova              |
| Paren      | Tatjana Totmjanina / Maksim Marinin | Sarah Abitbol / Stephane Bernadis       | Maria Petrova / Aleksej Tichonov |
| IJsdansen  | Marina Anissina / Gwendal Peizerat  | Barbara Fusar-Poli / Maurizio Margaglio | Irina Lobacheva / Ilia Averbukh  |

## Uitslagen
| #                      | naam (deelname)           | land                         | kwal. | korte kür | vrije kür | pc     |
| ---------------------- | ------------------------- | ---------------------------- | ----- | --------- | --------- | ------ |
| Goud                   | Aleksej Jagoedin (7)      | Vlag van Rusland             | 1A    | 1         | 1         | 2,0    |
| Zilver                 | Alexander Abt (4)         | Vlag van Rusland             | 1B    | 2         | 2         | 3,6    |
| Brons                  | Brian Joubert             | Vlag van Frankrijk           | 2B    | 3         | 6         | 8,6    |
| 4                      | Stéphane Lambiel (2)      | Vlag van Zwitserland         | 4A    | 6         | 4         | 9,2    |
| 5                      | Frédéric Dambier (2)      | Vlag van Frankrijk           | 4B    | 10        | 3         | 10,6   |
| 6                      | Ilja Klimkin              | Vlag van Rusland             | 2A    | 4         | 8         | 11,2   |
| 7                      | Ivan Dinev (11)           | Vlag van Bulgarije           | 3A    | 9         | 5         | 11,6   |
| 8                      | Andrejs Vlascenko (8)     | Vlag van Duitsland           | 5B    | 5         | 7         | 12,0   |
| 9                      | Sergej Davydov (2)        | Vlag van Wit-Rusland         | 6A    | 7         | 10        | 16,6   |
| 10                     | Gabriel Monnier (2)       | Vlag van Frankrijk           | 5A    | 11        | 9         | 17,6   |
| 11                     | Dmitri Dmitrenko (9)      | Vlag van Oekraïne            | 3B    | 8         | 12        | 18,0   |
| 12                     | Stefan Lindemann (3)      | Vlag van Duitsland           | 7B    | 12        | 11        | 21,0   |
| 13                     | Kevin Van der Perren (3)  | Vlag van België              | 6B    | 13        | 13        | 23,2   |
| 14                     | Tomáš Verner              | Vlag van Tsjechië            | 8B    | 17        | 14        | 27,4   |
| 15                     | Margus Hernits (5)        | Vlag van Estland             | 8A    | 14        | 16        | 27,6   |
| 16                     | Vachtang Moervanidze (7)  | Vlag van Georgië             | 9B    | 18        | 15        | 29,4   |
| 17                     | Juraj Svjatko (2)         | Vlag van Slowakije           | 9A    | 16        | 17        | 30,2   |
| 18                     | Gheorghe Chiper (4)       | Vlag van Roemenië            | 10B   | 15        | 19        | 32,0   |
| 19                     | Gregor Urbas (2)          | Vlag van Slovenië            | 11B   | 19        | 18        | 33,8   |
| 20                     | Sergei Rylov (4)          | Vlag van Azerbeidzjan        | 11A   | 24        | 20        | 38,8   |
| 21                     | Kristoffer Berntsson (3)  | Vlag van Zweden              | 7A    | 26        | 21        | 39,4   |
| 22                     | Angelo Dolfini (4)        | Vlag van Italië              | 12B   | 22        | 22        | 40,0   |
| 23                     | Matthew Davies (2)        | Vlag van Verenigd Koninkrijk | 12A   | 21        | 23        | 40,4   |
| 24                     | Patrick Meier             | Vlag van Zwitserland         | 15B   | 20        | 24        | 42,0   |
| Vrije kür niet bereikt |                           |                              |       |           |           |        |
| 25                     | Michael Shmerkin (5)      | Vlag van Israël              | 13B   | 22        |           |        |
| 26                     | Markus Leminen (9)        | Vlag van Finland             | 13A   | 25        |           |        |
| 27                     | Hristo Turlakov (5)       | Vlag van Bulgarije           | 10A   | 29        |           |        |
| 28                     | Bertalan Zakany           | Vlag van Hongarije           | 14A   | 27        |           |        |
| 29                     | Daniel Peinado (6)        | Vlag van Spanje              | 15A   | 28        |           |        |
| 30                     | Clemens Jonas (3)         | Vlag van Oostenrijk          | 14B   | 30        |           |        |
| Alleen kwalificatie    |                           |                              |       |           |           |        |
| 31                     | Aidas Reklys (3)          | Vlag van Litouwen            | 16A   |           |           |        |
| 31                     | Bartosz Domanski          | Vlag van Polen               | 16B   |           |           |        |
| 33                     | Tayfun Anar               | Vlag van Turkije             | 17A   |           |           |        |
| 33                     | Ivan Kincik               | Vlag van Slowakije           | 17B   |           |           |        |
| 35                     | Aramayis Grigorian (2)    | Vlag van Armenië             | 18A   |           |           |        |
| 35                     | Milos Milanovic (2)       | Vlag van Joegoslavië         | 18B   |           |           |        |
| -                      | Panagiotis Markouizos (4) | Vlag van Griekenland         |       |           |           | t.z.t. |

| #                      | naam (deelname)              | land                 | kwal. | korte kür | vrije kür | pc   |
| ---------------------- | ---------------------------- | -------------------- | ----- | --------- | --------- | ---- |
| Goud                   | Maria Boetyrskaja (10)       | Vlag van Rusland     | 1B    | 1         | 2         | 3,0  |
| Zilver                 | Irina Sloetskaja (7)         | Vlag van Rusland     | 1A    | 3         | 1         | 3,2  |
| Brons                  | Viktoria Voltsjkova (4)      | Vlag van Rusland     | 2A    | 2         | 3         | 5,0  |
| 4                      | Galina Maniachenko (3)       | Vlag van Oekraïne    | 2B    | 4         | 4         | 7,2  |
| 5                      | Elina Kettunen (2)           | Vlag van Finland     | 5A    | 7         | 5         | 11,2 |
| 6                      | Susanna Pöykiö               | Vlag van Finland     | 3B    | 6         | 7         | 11,8 |
| 7                      | Silvia Fontana (6)           | Vlag van Italië      | 3A    | 5         | 8         | 12,2 |
| 8                      | Laetitia Hubert (9)          | Vlag van Frankrijk   | 7A    | 10        | 6         | 14,8 |
| 9                      | Elena Liashenko (9)          | Vlag van Oekraïne    | 5B    | 8         | 9         | 15,8 |
| 10                     | Júlia Sebestyén (6)          | Vlag van Hongarije   | 4B    | 11        | 10        | 18,2 |
| 11                     | Vanessa Gusmeroli (7)        | Vlag van Frankrijk   | 4A    | 9         | 12        | 19,0 |
| 12                     | Julia Lautowa (6)            | Vlag van Oostenrijk  | 7B    | 12        | 11        | 21,0 |
| 13                     | Sarah Meier (3)              | Vlag van Zwitserland | 6A    | 13        | 13        | 23,2 |
| 14                     | Mojca Kopac (9)              | Vlag van Slovenië    | 8A    | 14        | 14        | 25,6 |
| 15                     | Zuzana Babiakova-Paurova (6) | Vlag van Slowakije   | 6B    | 15        | 15        | 26,4 |
| 16                     | Marta Andrade (5)            | Vlag van Spanje      | 10B   | 16        | 16        | 29,6 |
| 17                     | Lucie Krausova               | Vlag van Tsjechië    | 9B    | 18        | 17        | 31,4 |
| 18                     | Idora Hegel (4)              | Vlag van Kroatië     | 8B    | 21        | 19        | 34,8 |
| 19                     | Vanessa Giunchi (2)          | Vlag van Italië      | 12B   | 17        | 20        | 35,0 |
| 20                     | Svetlana Pilipenko           | Vlag van Oekraïne    | 14A   | 23        | 18        | 37,4 |
| 21                     | Roxana Luca (4)              | Vlag van Roemenië    | 11B   | 20        | 22        | 38,4 |
| 22                     | Yulia Lebedeva (3)           | Vlag van Armenië     | 9A    | 19        | 24        | 39,0 |
| 23                     | Tamara Dorofejev (3)         | Vlag van Hongarije   | 11A   | 24        | 21        | 39,8 |
| 24                     | Sara Falotico (2)            | Vlag van België      | 13A   | 22        | 23        | 41,4 |
| Vrije kür niet bereikt |                              |                      |       |           |           |      |
| 25                     | Sabina Wojtala (5)           | Vlag van Polen       | 13B   | 25        |           |      |
| 26                     | Asa Persson                  | Vlag van Zweden      | 10A   | 27        |           |      |
| 27                     | Tugba Karademir              | Vlag van Turkije     | 15B   | 26        |           |      |
| 28                     | Karen Venhuizen (3)          | Vlag van Nederland   | 12A   | 28        |           |      |
| 29                     | Darya Zuravicky (2)          | Vlag van Israël      | 14B   | 29        |           |      |
| 30                     | Georgina Papavasiliou        | Vlag van Griekenland | 15A   | 30        |           |      |
| Alleen kwalificatie    |                              |                      |       |           |           |      |
| 31                     | Olga Vassiljeva (6)          | Vlag van Estland     | 16A   |           |           |      |
| 31                     | Andrea Diewald               | Vlag van Duitsland   | 16B   |           |           |      |
| 33                     | Gintare Vostrecovaite        | Vlag van Litouwen    | 17A   |           |           |      |
| 33                     | Ksenia Jastsenjski           | Vlag van Joegoslavië | 17B   |           |           |      |

| #      | naam (deelname)                               | land               | verpl. kür | vrije kür | pc   |
| ------ | --------------------------------------------- | ------------------ | ---------- | --------- | ---- |
| Goud   | Tatjana Totmjanina (4) Maksim Marinin (4)     | Vlag van Rusland   | 1          | 1         | 1,5  |
| Zilver | Sarah Abitbol (10) Stephane Bernadis (10)     | Vlag van Frankrijk | 3          | 2         | 3,5  |
| Brons  | Maria Petrova (6) Aleksej Tichonov (4)        | Vlag van Rusland   | 2          | 3         | 4,0  |
| 4      | Dorota Zagórska (9) Mariusz Siudek (11)       | Vlag van Polen     | 4          | 4         | 6,0  |
| 5      | Katerina Berankova (6) Otto Dlabola (6)       | Vlag van Tsjechië  | 5          | 5         | 7,5  |
| 6      | Tatiana Chuvaeva (3) Dmitri Palamartsjoek (5) | Vlag van Oekraïne  | 6          | 7         | 10,0 |
| 7      | Viktoria Borzenkova Andrej Chuvilyaev         | Vlag van Rusland   | 11         | 6         | 11,5 |
| 8      | Mariana Kautz (4) Norman Jeschke (4)          | Vlag van Duitsland | 9          | 8         | 12,5 |
| 9      | Marie-Pierre Leray (4) Nicolas Osseland (2)   | Vlag van Frankrijk | 7          | 9         | 12,5 |
| 10     | Tiffany Ann Sfikas Andrew Seabrook (2)        | Vlag van Frankrijk | 7          | 10        | 13,5 |
| 11     | Viktoria Shklover (3) Valids Mintals (6)      | Vlag van Estland   | 12         | 11        | 17,0 |
| 12     | Michela Cobisi Ruben De Pra                   | Vlag van Italië    | 13         | 12        | 18,5 |
| 13     | Olga Bestandigova (6) Jozef Bestandig (6)     | Vlag van Slowakije | 14         | 13        | 20,0 |
| 14     | Maria Geurassimenko Vladimir Futas            | Vlag van Slowakije | 15         | 14        | 21,5 |
| 15     | Maria Krasiltseva (6) Artem Zhachkov (4)      | Vlag van Armenië   | 17         | 15        | 23,5 |
| 16     | Jelena Sirokhvatova Jurijs Salmanovs (2)      | Vlag van Letland   | 16         | 16        | 24,0 |
| 17     | Diana Rennik Aleksei Saks                     | Vlag van Estland   | 18         | 17        | 26,0 |
| -      | Sarah Jentgens Mirko Müller (6)               | Vlag van Duitsland | 11         |           |      |

| #                      | naam (deelname)                               | land                         | verpl. kür 1 | verpl. kür 2 | orig. kür | vrije kür | pc     |
| ---------------------- | --------------------------------------------- | ---------------------------- | ------------ | ------------ | --------- | --------- | ------ |
| Goud                   | Marina Anissina (9) Gwendal Peizerat (10)     | Vlag van Frankrijk           | 1            | 2            | 1         | 1         | 2,2    |
| Zilver                 | Barbara Fusar-Poli (9) Maurizio Margaglio (8) | Vlag van Italië              | 2            | 1            | 2         | 2         | 3,8    |
| Brons                  | Irina Lobacheva (8) Ilia Averbukh (8)         | Vlag van Rusland             | 3            | 3            | 3         | 3         | 6,0    |
| 4                      | Margarita Drobiazko (11) Povilas Vanagas (11) | Vlag van Litouwen            | 4            | 4            | 4         | 4         | 8,0    |
| 5                      | Galit Chait (6) Sergei Sakhnovski (6)         | Vlag van Israël              | 5            | 5            | 5         | 5         | 10,0   |
| 6                      | Albena Denkova (9) Maksim Staviski (5)        | Vlag van Bulgarije           | 6            | 6            | 6         | 6         | 12,0   |
| 7                      | Tatjana Navka (8) Roman Kostomarov (4)        | Vlag van Rusland             | 7            | 7            | 7         | 7         | 14,0   |
| 8                      | Olena Hroesjyna (7) Roeslan Hontsjarov (7)    | Vlag van Oekraïne            | 8            | 8            | 8         | 8         | 16,0   |
| 9                      | Eliane Hugentobler (5) Daniel Hugentobler (5) | Vlag van Zwitserland         | 10           | 9            | 9         | 9         | 18,2   |
| 10                     | Sylwia Nowak (8) Sebastian Kolasiński (8)     | Vlag van Polen               | 9            | 10           | 10        | 10        | 19,8   |
| 11                     | Marika Humphreys (5) Vitaly Baranov (2)       | Vlag van Verenigd Koninkrijk | 11           | 12           | 12        | 11        | 22,8   |
| 12                     | Federica Faiella (2) Massimo Scali            | Vlag van Italië              | 14           | 15           | 13        | 12        | 25,6   |
| 13                     | Alia Ouabdelsselam (2) Benjamin Delmas (2)    | Vlag van Frankrijk           | 13           | 13           | 14        | 13        | 26,6   |
| 14                     | Kristin Fraser (2) Igor Loekanin (3)          | Vlag van Azerbeidzjan        | 15           | 14           | 15        | 14        | 28,8   |
| 15                     | Natalia Gudina (3) Alexei Beletsky (2)        | Vlag van Israël              | 16           | 17           | 16        | 15        | 31,2   |
| 16                     | Veronika Moravkova Jiri Prochazka (2)         | Vlag van Tsjechië            | 18           | 16           | 17        | 16        | 33,0   |
| 17                     | Stephanie Rauer (5) Thomas Rauer (5)          | Vlag van Duitsland           | 17           | 18           | 18        | 17        | 34,0   |
| 18                     | Joelia Holovina Oleg Voiko (3)                | Vlag van Oekraïne            | 22           | 20           | 19        | 18        | 37,8   |
| 19                     | Roxane Petetin Mathieu Jost                   | Vlag van Frankrijk           | 20           | 21           | 21        | 19        | 39,8   |
| 20                     | Zita Gebora (3) Andras Visontai (3)           | Vlag van Hongarije           | 21           | 22           | 22        | 20        | 41,8   |
| 21                     | Jessica Huot Juha Valkama                     | Vlag van Finland             | 23           | 23           | 23        | 21        | 44,0   |
| 22                     | Anna Mosenkova (7) Sergei Sychov (3)          | Vlag van Estland             | 24           | 24           | 24        | 22        | 46,0   |
| -                      | Natalia Romaniuta Daniil Barantsev            | Vlag van Rusland             | 12           | 11           | 11        |           | t.z.t. |
| -                      | Jill Vernekohl Dmitri Kurakin                 | Vlag van Duitsland           | 19           | 19           | 20        |           | t.z.t. |
| Vrije kür niet bereikt |                                               |                              |              |              |           |           |        |
| -                      | Tatiana Siniaver (2) Tornike Tukvadze (2)     | Vlag van Georgië             | 25           | 25           | 25        |           |        |

Medaillewinnaars

Mannen · 
Vrouwen ·
Paren · 
IJsdansen

Toernooi

1891 · 
1892 · 
1893 · 
1894 · 
1895 · 
1896-1897 · 
1898 · 
1899 · 
1900 · 
1901 · 
1902-1903 · 
1904 · 
1905 · 
1906 · 
1907 · 
1908 · 
1909 · 
1910 · 
1911 · 
1912 · 
1913 · 
1914 · 
1915-1921 · 
1922 · 
1923 · 
1924 · 
1925 · 
1926 · 
1927 · 
1928 · 
1929 · 
1930 · 
1931 · 
1932 · 
1933 · 
1934 · 
1935 · 
1936 · 
1937 · 
1938 · 
1939 ·
1940-1946 · 
1947 · 
1948 · 
1949 · 
1950 · 
1951 · 
1952 · 
1953 · 
1954 · 
1955 · 
1956 · 
1957 · 
1958 · 
1959 · 
1960 · 
1961 · 
1962 · 
1963 · 
1964 · 
1965 · 
1966 · 
1967 · 
1968 · 
1969 · 
1970 · 
1971 · 
1972 · 
1973 · 
1974 · 
1975 · 
1976 · 
1977 · 
1978 · 
1979 · 
1980 · 
1981 · 
1982 · 
1983 · 
1984 · 
1985 · 
1986 · 
1987 · 
1988 · 
1989 · 
1990 · 
1991 · 
1992 · 
1993 · 
1994 · 
1995 ·
1996 · 
1997 · 
1998 · 
1999 · 
2000 · 
2001 · 
2002 · 
2003 · 
2004 · 
2005 · 
2006 ·
2007 ·
2008 ·
2009 ·
2010 ·
2011 ·
2012 ·
2013 ·
2014 ·
2015 ·
2016 ·
2017 ·
2018 ·
2019 ·
2020 ·
2021 · 
2022 · 
2023 · 
2024 · 
2025

WK kunstschaatsen ·
WK kunstschaatsen junioren ·
Viercontinentenkampioenschap ·
Olympische Spelen